# هاملت هایراپتیان (دولتمرد)
هاملت هایراپتی هایراپتیان (ارمنی: Համլետ Հայրապետի Հայրապետյան؛ زادهٔ ۲۰ ژانویهٔ ۱۹۵۷) یک سیاستمدار، و اهل ارمنستان است که از تاریخ ۱۹۹۵ تا ۱۹۹۹ تاریخ سمت نمایندگی دوره اول مجلس ملی جمهوری ارمنستان را برعهده داشت.

## زندگی‌نامه
در ۲۰ ژانویهٔ ۱۹۵۷ ‏ در کاماریس به دنیا آمد و از دانشگاه ملی پلی‌تکنیک ارمنستان فارغ‌التحصیل شد.  وی همچنین برنده مدال خدمات رزمی (۲۰۰۹) شده است.

## یادداشت
1. ↑  Մարտական ծառայության մեդալ